# Marina Calabró
Marina Edith Calabró (Buenos Aires, 13 de diciembre de 1973) es una periodista, politóloga y presentadora televisiva argentina.

## Carrera
Hija de Aída Elena "Coca" Picardi y del primer actor y locutor Juan Carlos Calabró, su hermana es la actriz y exvedette Iliana Calabró, por lo que desde muy chica estuvo apegada al mundo artístico. Estudió la carrera en Ciencias Políticas en la Universidad de Belgrano, obteniendo una maestría en economía y un posgrado en conducción política. Al poco tiempo de egresar fue invitada por Daniel Hadad a participar en radio para ser columnista, a fines de los 90.
En televisión, debuta en 1990 a los diecisiete años en Nuevediario, conducido por Guillermo Andino y Mabel Marchesini, con Horacio Larrosa como director de noticias, por una idea de Alejandro Romay. Tuvo la oportunidad de trabajar tanto de panelista, periodista de espectáculos, periodista política y como conductora en varios programas como Yo amo a la TV, Hechiceras del espectáculo, Fama y poder, Infama, Intrusos, El diario de Mariana y Confrontados. Trabajó con periodistas como Guillermo Blanc, Santiago del Moro, Rodrigo Lussich y Mariana Fabbiani. 
En 2007 participó en Patinando por un sueño, conducido por Marcelo Tinelli, allí conoció al padre de su hija que fue, en aquel entonces, el jefe de coach.
En radio trabaja en Lanata sin filtro conducido por Jorge Lanata por Radio Mitre. En Televisión desde febrero de 2024 conduce el programa "Más Info a la tarde" en el canal LN+ junto a Débora Plager de lunes a viernes de 14:30 a 16 Hs y acompaña en algunas emisiones semanales  a Alfredo Leuco en su programa "El diario de Leuco" que se emite por el mismo canal de martes a viernes a las 22 Hs.
Asimismo, ha sido jurado de "Los 8 escalones" en algunos programas, tanto en el 2022 cómo en el 2023. Dicho programa se emite  actualmente por las noches en "El trece"  y en el 2022 también se emitió a las 14.30.

## Premios
Ganó un Premio Martín Fierro a la mejor periodista de espectáculos de radio argentina por su participación en el programa de Radio Mitre, Lanata sin filtro en 2017.

## Vida privada
Estuvo casada con el cheff Maximiliano Ambrosio desde 2001 hasta 2007. En 2009 tuvo una hija, llamada Mía junto con el consultor y psicólogo Martín Virasoro, relación que duró desde 2008 a 2012. En 2013 inició una relación con Martín Albrecht. En 2024 confirmó su relación con Rolando Barbano, compañero de radio.

## Televisión
| Año           | Programa                          | Rol                     |
| ------------- | --------------------------------- | ----------------------- |
| 1990          | Nuevediario                       | Conductora              |
| 2003          | Contalo, Contalo                  | Panelista               |
| 2004          | Hechiceras del Espectáculo        | Coconductora            |
| 2006-2008     | Yo amo a la TV                    | Panelista               |
| 2007          | TV Mix                            | Conductora              |
| 2007          | Showmatch: Patinando por un sueño | Participante            |
| 2010-2014     | Infama                            | Panelista               |
| 2012          | Fort Night Show                   | Coconductora            |
| 2014-2018     | Intrusos                          | Panelista               |
| 2017          | Periodismo para todos             | Periodista              |
| 2018-2019     | El diario de Mariana              | Panelista               |
| 2025          | El diario de Mariana              | Conductora de reemplazo |
| 2020          | Confrontados                      | Conductora              |
| 2021          | TV Nostra                         | Panelista               |
| 2022-2024     | Buenos Días Argentina             | Coconductora            |
| 2022-presente | Los 8 escalones del millón        | Jurado                  |
| 2024          | Mas Info a la tarde               | Coconductora            |
| 2024–2025     | Gran Hermano                      | Panelista               |
| 2025-presente | Arranca la tarde                  | Conductora              |
| 2025-presente | Lape Club Social                  | Panelista/Columnista    |

## Radio
| Año           | Programa          | Emisora             |
| ------------- | ----------------- | ------------------- |
| 2016-2024     | Lanata Sin Filtro | Radio Mitre         |
| 2024-presente | Calabro 107.9     | El Observador 107.9 |